# Eric Ramírez (calciatore 1998)
Eric Kleybel Ramírez Matheus (Barinas, 20 novembre 1998) è un calciatore venezuelano, attaccante del Tigre in prestito dalla Dinamo Kiev.

## Palmarès

### Club

#### Competizioni nazionali
- Primera División (Venezuela): 1

Zamora: 2016
- Copa Colombia: 1

Atlético Nacional: 2023